# Francesca Lubiani
Francesca Lubiani (12 juli 1977) is een tennisspeelster uit Italië.
Zij werd door haar vader Paolo Lubiani gecoacht. In 1994 won zij haar eerste ITF-toernooi.
Tussen 1997 en 1998 speelde zij negenmaal voor Italië op de Fed Cup.